# 亚历克斯·奥尔梅多
亚历克斯·奥尔梅多（西班牙語：Alex Olmedo，1936年3月24日—2020年12月9日），秘鲁、美国男子网球运动员。他曾获得澳大利亚网球公开赛男子单打冠军、温布尔登网球锦标赛男子单打冠军、美国网球公开赛男子双打冠军。